# Тесленко, Александр Константинович
Александр Константинович Тесленко (22 декабря 1948 — 10 июня 1990) — советский и украинский писатель-фантаст, журналист.

## Биография
Родился в городе Сталино в 1949 году. Родители — писатели Мария Лисовская и Константин Тесленко.
После окончания школы работал на деревообрабатывающем заводе; потом — санитаром. 
В 1975 году окончил Киевский мединститут; работал врачом-анестезиологом. Первая книга его «Разрешите родиться» вышла в 1979 году, и он сразу был принят в союз писателей Украинской ССР.
С 1978 года работал старшим редактором отдела прозы журнала «Дніпро»;
С 1985-го — на творческой работе.
В 1986 году участвовал в ликвидации аварии на Чернобыльской АЭС; после чего спустя несколько лет он умер.
Умер 10 июня 1990 года. Похоронен на Байковом кладбище Киева.
После смерти остался незаконченный роман писателя «Как встретиться с Богом?».

### Общественная деятельность
Александр Константинович занимал пост секретаря Комиссии Союза писателей Украинской ССР по приключенческой и научно-фантастической литературе.
Он — участник:
- 1988 — Всесоюзной встречи КЛФ (Киев),
- 1988 — III Всесоюзного семинара ВТО МПФ «Борисфен-88» (Днепропетровск).

## Творчество
Большая часть фантастического наследия Александра Тесленко посвящена вымышленной планете Инкане – искусственной планете 142-го искусственного звездного метакаскада, построенной в 2860 году по проекту главного конструктора Ивана Чапола. Расстояние до Земли – 527 миллионов, до Солнца – 417 миллионов километров. К тому времени человечество кроме Инканы построило еще несколько таких искусственных планет, например, соседнюю Вериану. Освещали планету ежесуточно запускаемые ракеты-солнца. Средняя продолжительность жизни у людей и киберов к тому времени составляла два столетия. А Земля стала огромным музеем, где жило и работало семь миллиардов человек и биокиберов. Цель этого музея – сберечь для потомков информацию о том, как жили люди раньше.

### Составитель сборников
- 1981 – Пригоди, подорожі, фантастика-81
- 1986 – Пригоди, подорожі, фантастика-86
- 1990 – Сучасне фантастичне оповідання

#### Отдельные издания
- Испытание добром: Научно-фантастические рассказы / Пер. с укр. Е. Цветкова; Худ. С. Соколов. – М.: Молодая гвардия, 1984. – 270 с. – (Библиотека советской фантастики). 80 к. 100 000 экз. (о)
  - На планете снов – с.5-34
  - Дьондюранг – с.34-80
  - Дождь – с.80-120
  - Орлан Стах – с.120-148
  - Дети Николиана – с.149-207
  - Испытание добром – с.207-236
  - Программа для внутреннего пользования – с.236-249
  - Я в сердце не держал обиды – с.249-259
  - Монолог одного отшельника – с.259-269
- Искривлённое пространство: Повести и рассказы / Худ. М. Турбовской. – М.: Молодая гвардия, 1988. – 272 с. – (Библиотека советской фантастики). 75 к. 100 000 экз. (о) ISBN 5-235-00232-6 – подписано в печать 08.06.88 г.
  - Танец дилиаков – с.5-41
  - Искривленное пространство – с.42-167
  - Каменное яйцо – с.168-201
  - Не бойся собственной тени – с.202-212
  - Просто так… для счастья – с.213-226
  - Запрограммированное счастье: Триптих – с.227-248
  - Колесо – с.249-264
  - Русуля – с.265-269

#### Публикации в периодике и сборниках
- Инкана: [Рассказ] // Фантастика-80. – М.: Молодая гвардия, 1981 – с.240-248
- Русуля: [Рассказ] // Фантастика-81. – М.: Молодая гвардия, 1981 – с.134-137
- Орлан Стах: [Рассказ] / Авторизир. пер. с укр. Г. Боярского // Фантастика-82. – М.: Молодая гвардия, 1982 – с.189-206
- Программа для внутреннего пользования: Фантастический рассказ / Авторизированный пер. с укр. Е. Цветкова; Рис. Г. Новожилова // Искатель, 1983, №5 – с.11-18
- Искривленное пространство: Фантастическая повесть / Худ. Ю. Макаров // Искатель, 1985, №6 – с.39-79
- Пылесос истории: Повесть / Пер. с укр. Е. Цветкова // Особый контроль. – М.: Молодая гвардия, 1992 – с.431-471
- Дьондюранг: Повесть / Пер. с укр. Е. Цветкова // Особый контроль. – М.: Молодая гвардия, 1992 – с.471-503
- Монолог одного отшельника: Фантастический рассказ // Всемирная фантастика и детектив, 1999, №1 – с.7-12